# 汀坪郷
汀坪郷（ていへいきょう）は中華人民共和国湖南省邵陽市城歩ミャオ族自治県の郷。

## 行政区画
- 汀坪村
- 上岩村
- 桂花村
- 横水村
- 桂石村
- 大沖頭村
- 小陽坪村
- 独宿村
- 大候村
- 長灘村
- 糝子坪村
- 隘上村
- 蓬洞村
- 沙基村
- 団心寨村
- 大水村
- 内里村
- 東河村
- 大河村
- 楊梅村
- 太陽村
- 竜塘村
- 大坪水村
- 高橋村
- 安楽村

## 歴史
1995年、蓬洞郷・楊梅坳郷を吸収合併する。

## 経済

### 名物・特産品
- タングステン
- 鉛
- 銅
- 金
- ケイ素

## 地理
汀坪郷は城歩ミャオ族自治県南部に位置し、東北は白毛坪鎮と、西北は丹口鎮と、西は五団鎮と、南及び東南は広西チワン族自治区とそれぞれ接している。
- 河川：大河、長灘河
- 山：老山（1801メートル）、且馬踱（1335メートル）

## 交通

### 道路
- 省道219